# Asunción Mita
Asunción Mita – miasto w południowo-wschodniej Gwatemali, w departamencie Jutiapa, około 32 km na północny wschód od stolicy departamentu, miasta Jutiapa, oraz około 20 km od granicy z Hondurasem. Miasto leży u podnóża gór Sierra Madre de Chiapas, na wysokości 466 m n.p.m. Według danych szacunkowych w 2012 roku liczba ludności miasta wyniosła 19 228 mieszkańców.

## Gmina Asunción Mita
Jest siedzibą władz gminy o tej samej nazwie, która w 2012 roku liczyła 41 028 mieszkańców.  Gmina jak na warunki Gwatemali jest średniej wielkości, a jej powierzchnia obejmuje 476 km².

## Sport
W mieście funkcjonuje klub piłkarski Deportivo Mictlán. Rozgrywa mecze na lokalnym obiekcie Estadio La Asunción.